# Брежнев в филателии

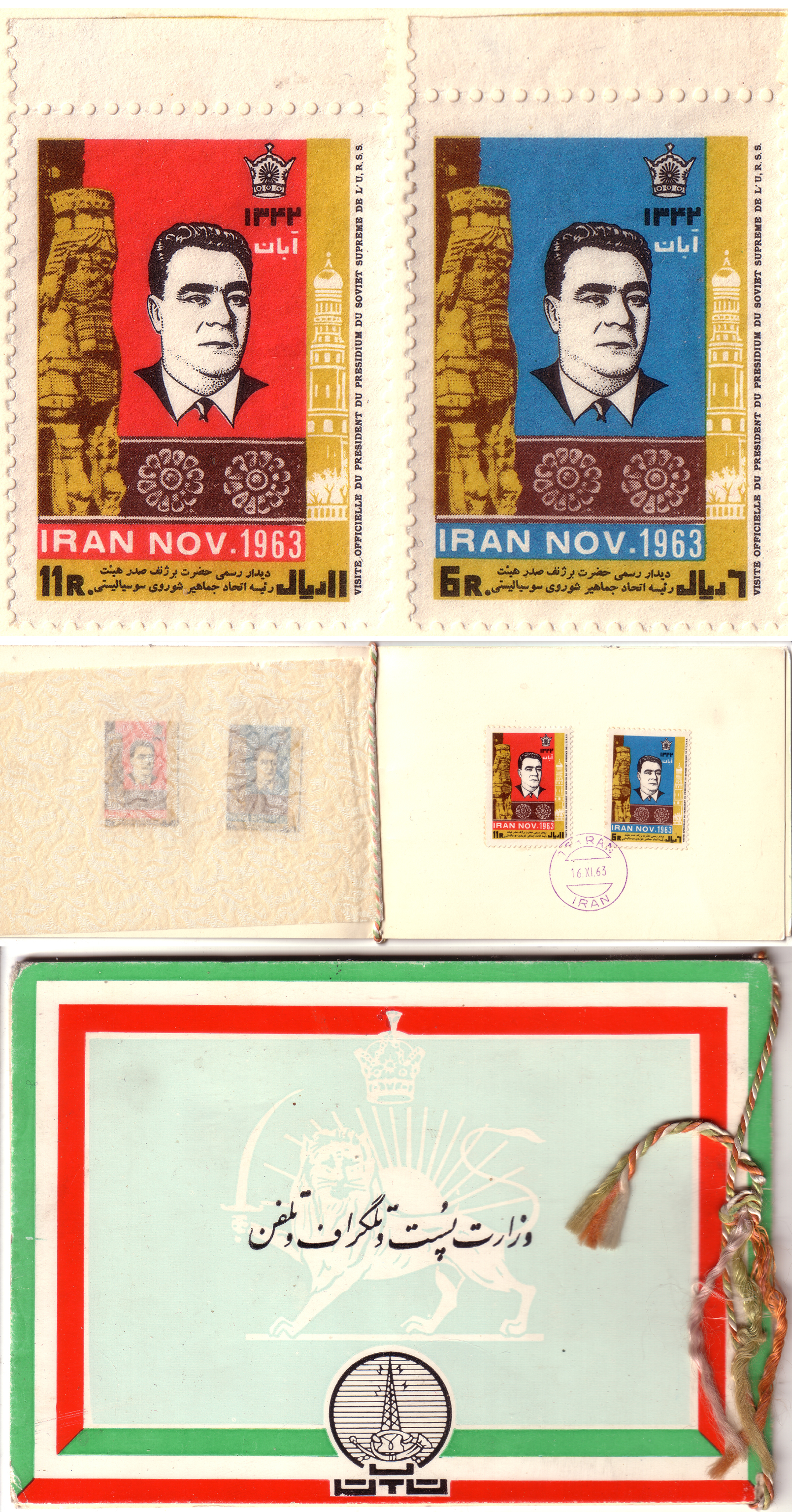
(1963): первые в мире почтовые марки с портретом Л. И. Брежнева и презентационный буклет (внизу)

Тема «Л. И. Брежнев в филателии» включает совокупность знаков почтовой оплаты и штемпелей, посвящённых советскому лидеру Л. И. Брежневу (1906—1982) или связанных с ним.
К «брежневской» тематике в филателии относятся филателистические материалы с изображениями Л. И. Брежнева, с его высказываниями, упоминанием его имени, его визитов, литературных произведений, а также посвящённые местам, где он жил, работал или побывал.
Помимо почтовых марок, коллекционный материал по «брежневской» теме включает также художественные маркированные конверты, почтовые карточки, картмаксимумы, спецгашения, конверты первого дня, целые вещи и календарные штемпели.

## Выпуски СССР

### Портреты
Как и в случае со сталинскими выпусками, советское почтовое ведомство нарушило первоначально сложившуюся в СССР традицию не эмитировать марки с изображением здравствующих руководителей государства и посвятило Л. И. Брежневу при его жизни два знака почтовой оплаты с его портретами.
В 1977 году образ генерального секретаря ЦК КПСС впервые был помещён на почтовом блоке, изданном в связи с принятием новой Конституции СССР (ЦФА [АО «Марка»] № 4774).
В 1981 году портрет Брежнева появился вместе с изображением Индиры Ганди на ещё одном почтовом блоке по случаю открытия советско-индийской линии тропосферной связи (ЦФА [АО «Марка»] № 5256). При этом руководители двух стран представлены разговаривающими друг с другом по телефону.
| Почтовые блоки СССР с портретами Л. И. Брежнева                         | Почтовые блоки СССР с портретами Л. И. Брежнева                                                       |
| ----------------------------------------------------------------------- | --- |
|                                                                         | |
| 1977: «Конституция СССР». Художник Е. Анискин (ЦФА [АО «Марка»] № 4774) | 1981: «СССР — Индия. Открытие линии тропосферной связи». Художник Г. Комлев (ЦФА [АО «Марка»] № 5256) |

### Цитаты, визиты, сочинения
Ряд изданных в СССР филателистических материалов содержат цитаты из выступлений и речей Леонида Ильича и/или приурочены к его визитам в зарубежные государства. К числу последних относятся марки с купонами из серии «Программа мира в действии», изданные в связи с посещением Брежневым Индии, ФРГ, США и Франции в 1973 году (ЦФА [АО «Марка»] № 4255—4258), Кубы в 1974 году (ЦФА [АО «Марка»] № 4322) и снова Индии в 1980 году (ЦФА [АО «Марка»] № 5145). Авторами этой серии выступили известные художники И. Мартынов и Н. Черкасов, на счету которых имеются признанные коллекционерами работы в области ленинианы. Другой особенностью серии были купоны, на которых помещались высказывания лидера Советского Союза на русском языке и языке страны визита.
Марки в честь визитов Л. И. Брежнева в зарубежные страны в 1973 и 1980 годах печатались в малых листах по 10 экземпляров (2 × 5). Кроме того, серию 1973 года обрамлял почтовый блок (ЦФА [АО «Марка»] № 4259) и включал три марки с купонами, которые были посвящены поездкам генерального секретаря в капиталистические страны — ФРГ, США и Францию.

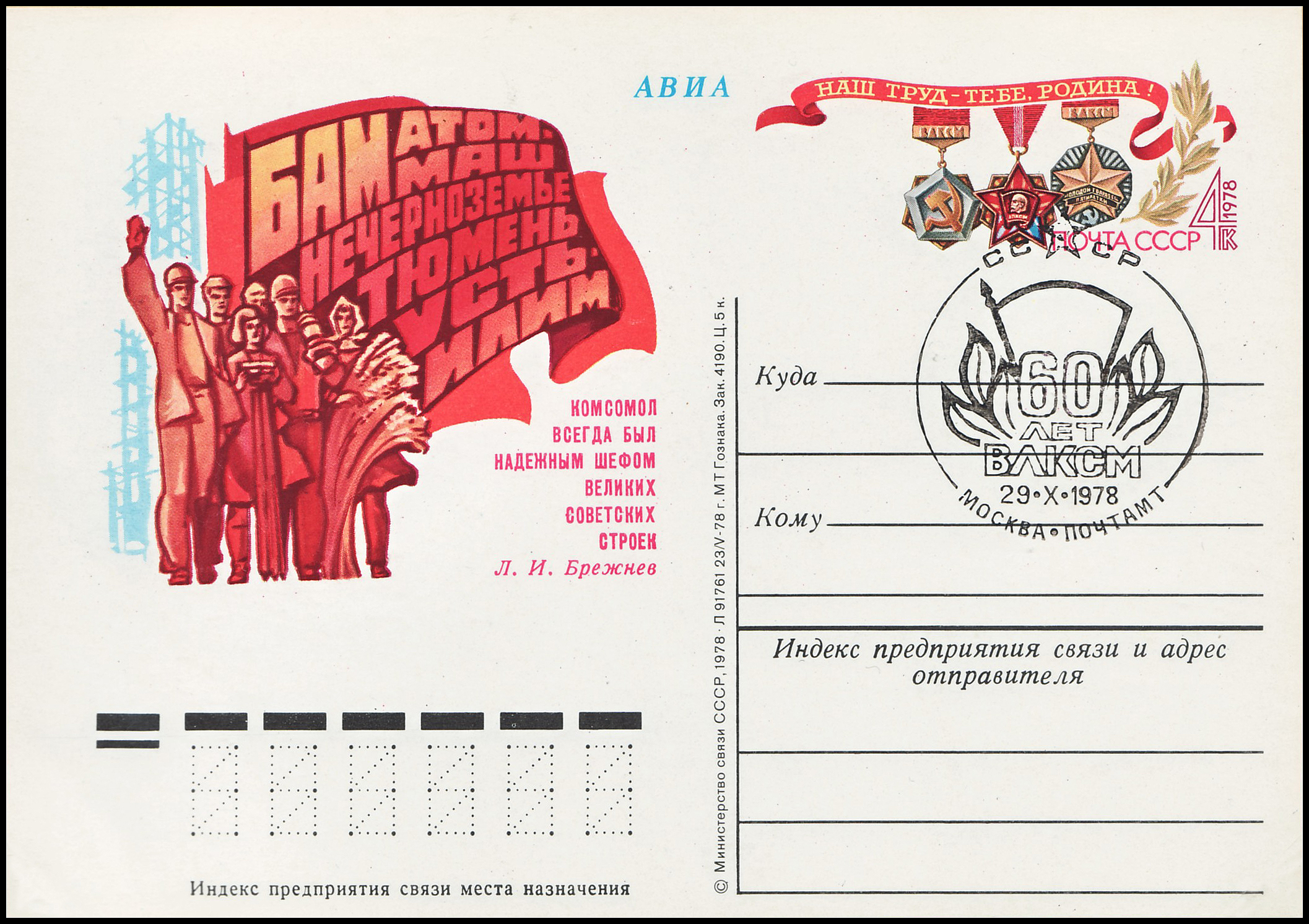
1978: Односторонняя почтовая карточка с оригинальной маркой, посвящённая ВЛКСМ, с цитатой из высказываний Л. И. Брежнева

Купон с изречением советского вождя имела также марка 1975 года (ЦФА [АО «Марка»] № 4492) в честь Совещания по безопасности и сотрудничеству в Европе в Хельсинки, которую нарисовал художник Ю. Арцименев. Другие цитаты из брежневских выступлений можно увидеть:
- на почтовом блоке 1980 года к 110-й годовщине со дня рождения В. И. Ленина (ЦФА [АО «Марка»] № 5068)[11],
- на почтовом блоке 1981 года по случаю XXVI съезда КПСС (ЦФА [АО «Марка»] № 5155)[12],
- на марке 1981 года «Монумент Ю. А. Гагарину в Москве» (ЦФА [АО «Марка»] № 5176) из серии «День космонавтики»[13],
- на марке 1981 года «Сотрудничество социалистических стран» (ЦФА [АО «Марка»] № 5216) из серии «Решения съезда — в жизнь!»[14].

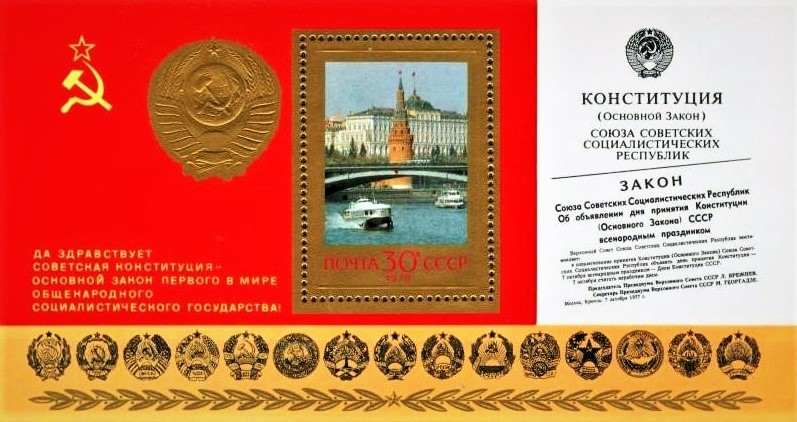
Почтовый блок СССР. 1978. Московский Кремль. Текст Конституции.

В дополнение к почтовому блоку 1977 года в ознаменование «брежневской» Конституции страны, в 1978 году был выпущен ещё один блок (ЦФА [АО «Марка»] № 4895), на полях которого был приведён подписанный Брежневым текст закона об объявлении 7 октября, дня принятия Конституции, всенародным праздником.
Не были обойдены в советской филателии стороной и брежневские произведения, за которые партийный лидер был удостоен в 1980 году звания лауреата Ленинской премии по литературе. Так, в 1979 году вышел в свет почтовый блок «25-летие подвига покорителей целины» (ЦФА [АО «Марка»] № 4943), на полях которого на фоне колосьев пшеницы красовалась обложка книги Л. И. Брежнева «Целина» и была дана цитата из неё. Блок был подготовлен художником Г. Комлевым. Обложка одного из томов выходившего в 1970—1982 годах собрания сочинений генерального секретаря ЦК КПСС «Ленинским курсом» изображена на советской марке 1977 года «Борьба за мир — основа внешней политики СССР» (ЦФА [АО «Марка»] № 4770), включённой в юбилейную серию «60-летие Великой Октябрьской социалистической революции».

Примеры филателистических выпусков СССР о визитах и произведениях Л. И. Брежнева, а также с цитатами из его высказываний
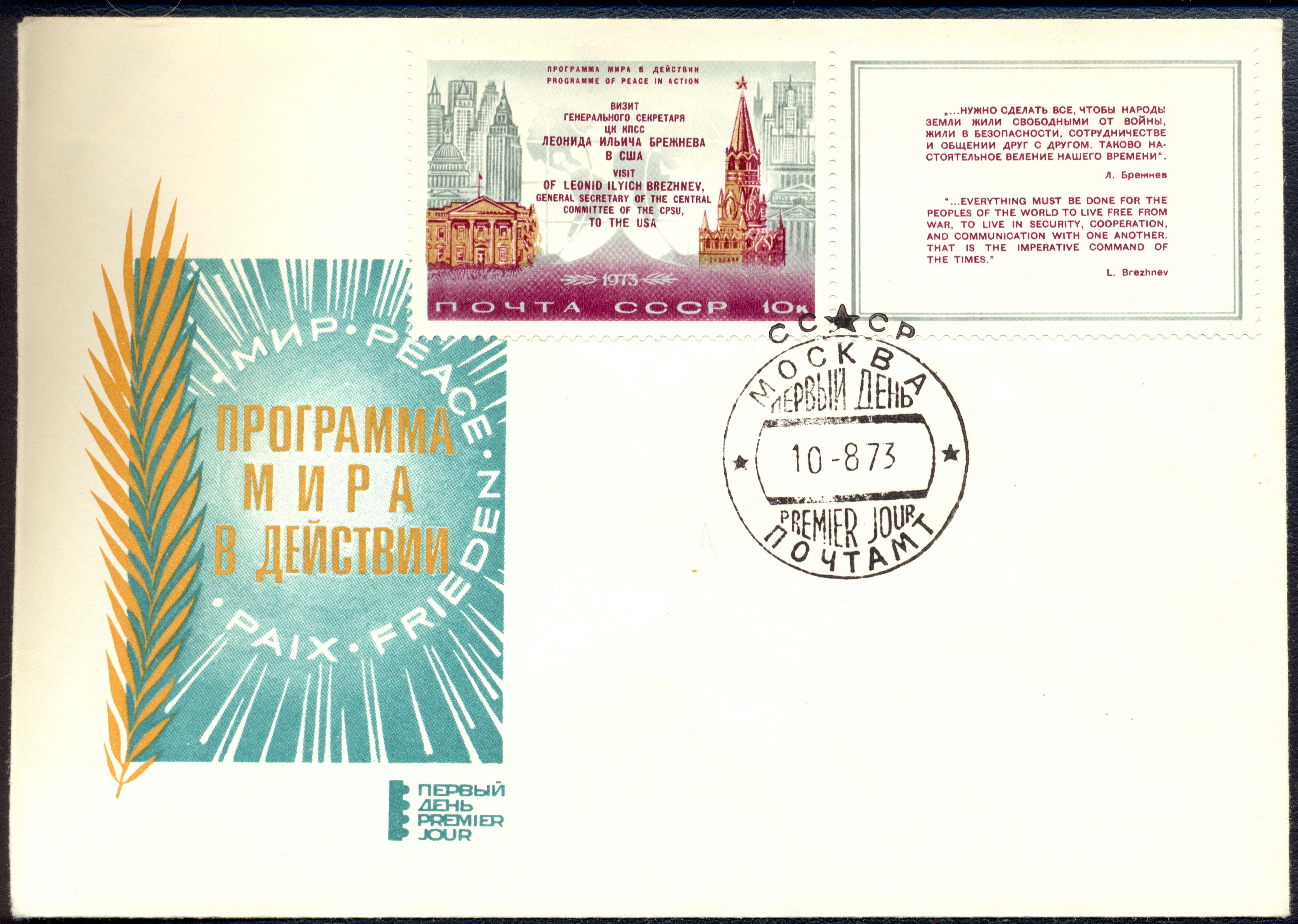
1973: конверт первого дня, датированный 10 августа 1973 года, с маркой в честь визита Л. И. Брежнева в США. Художники И. Мартынов и Н. Черкасов (ЦФА [АО «Марка»] № 4257)
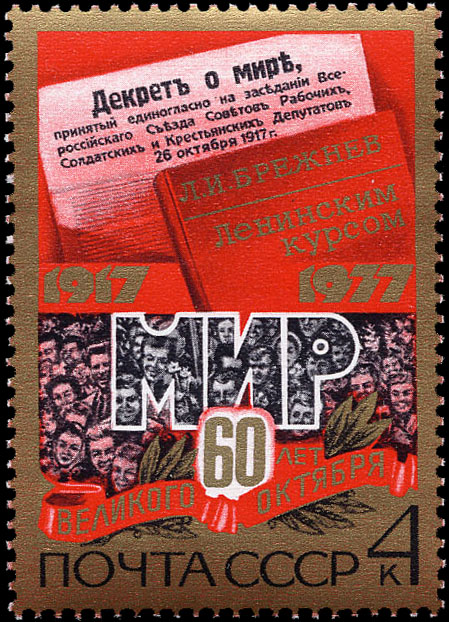
1977: сочинения Л. И. Брежнева «Ленинским курсом» на марке из серии «60-летие Великой Октябрьской социалистической революции». Художник Е. Анискин (ЦФА [АО «Марка»] № 4770)
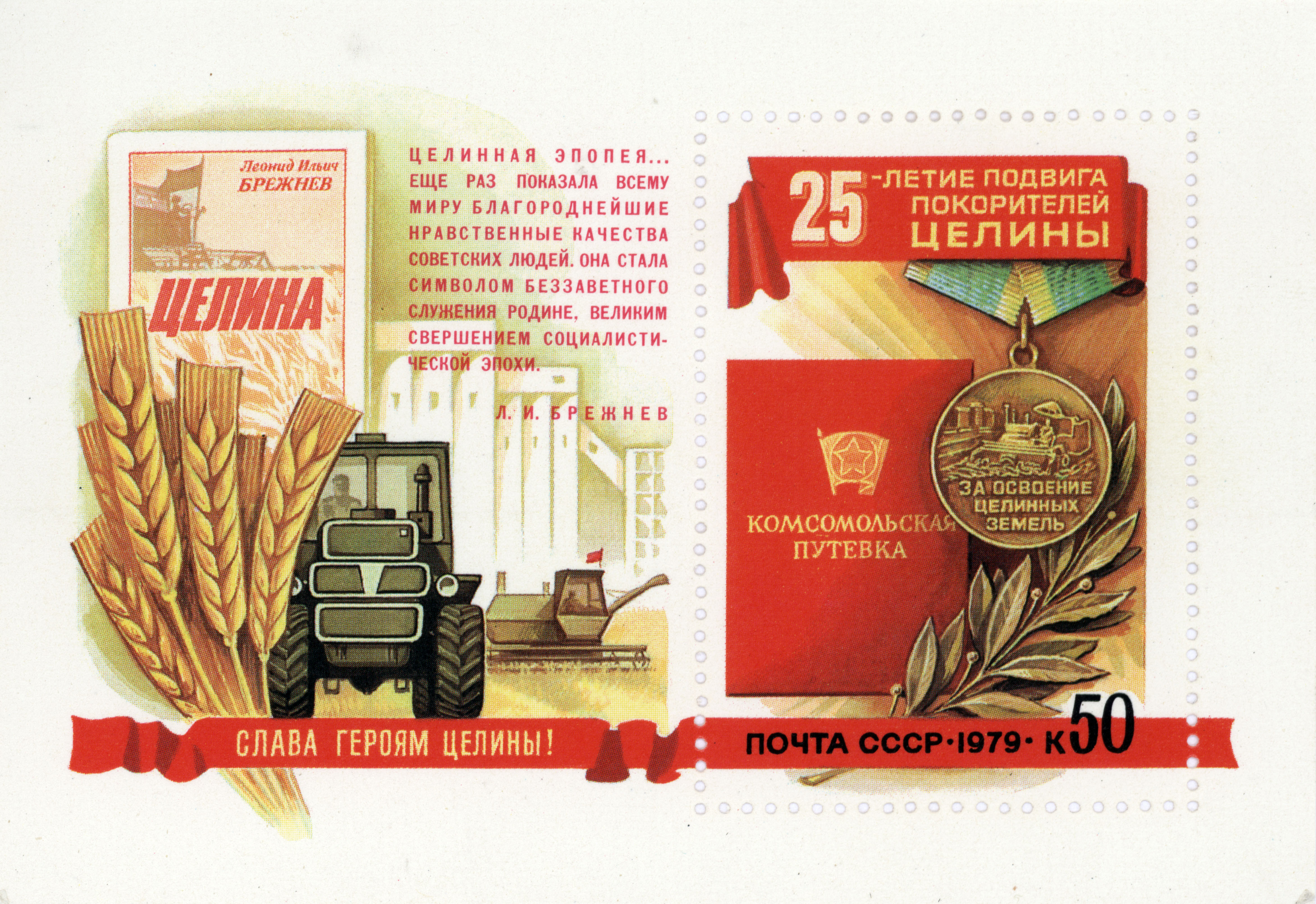
1979: книга Л. И. Брежнева «Целина» на блоке к 25-летию подвига покорителей целины. Художник Г. Комлев (ЦФА [АО «Марка»] № 4943)
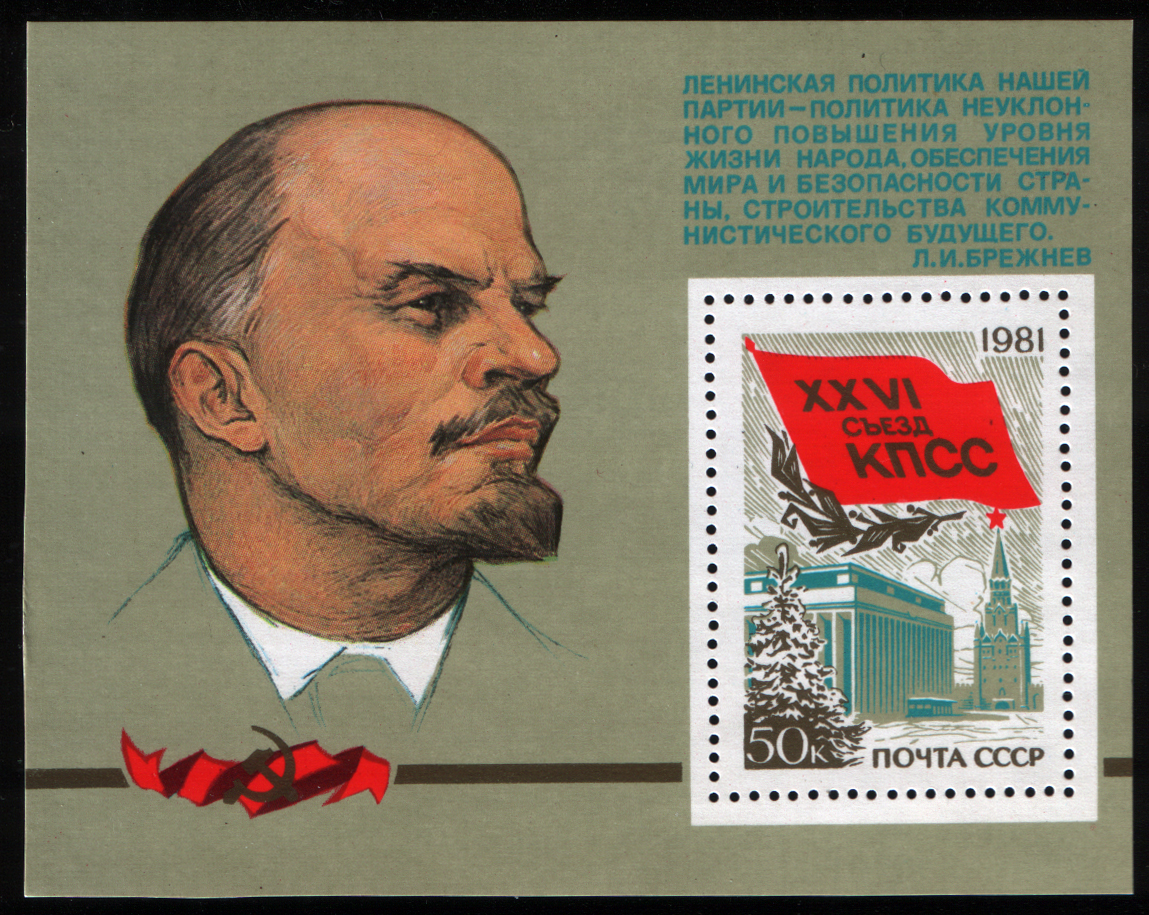
1981: блок «XXVI съезд КПСС» с цитатой. Художник Ю. Ряховский (ЦФА [АО «Марка»] № 5155)
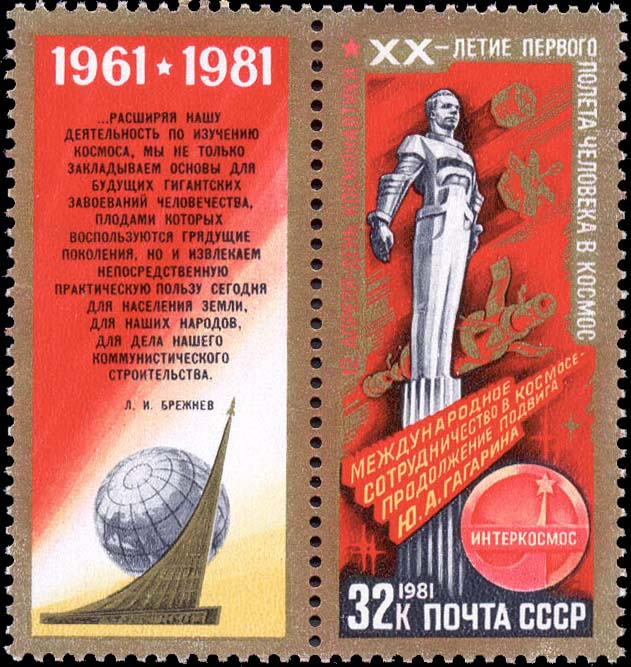
1981: цитата на купоне марки из серии «День космонавтики». Художники В. А. Джанибеков и Г. Комлев (ЦФА [АО «Марка»] № 5176)
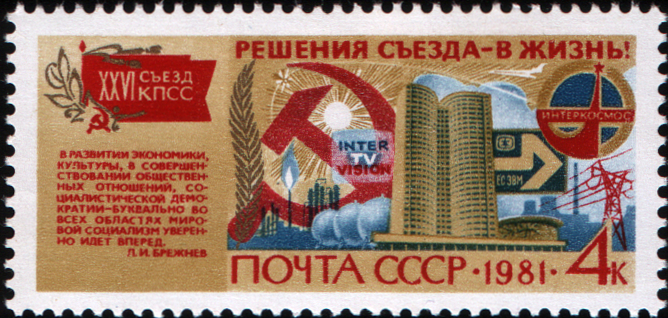
1981: цитата на марке, посвящённой решениям XXVI съезда КПСС. Художник Ю. Ряховский (ЦФА [АО «Марка»] № 5216)
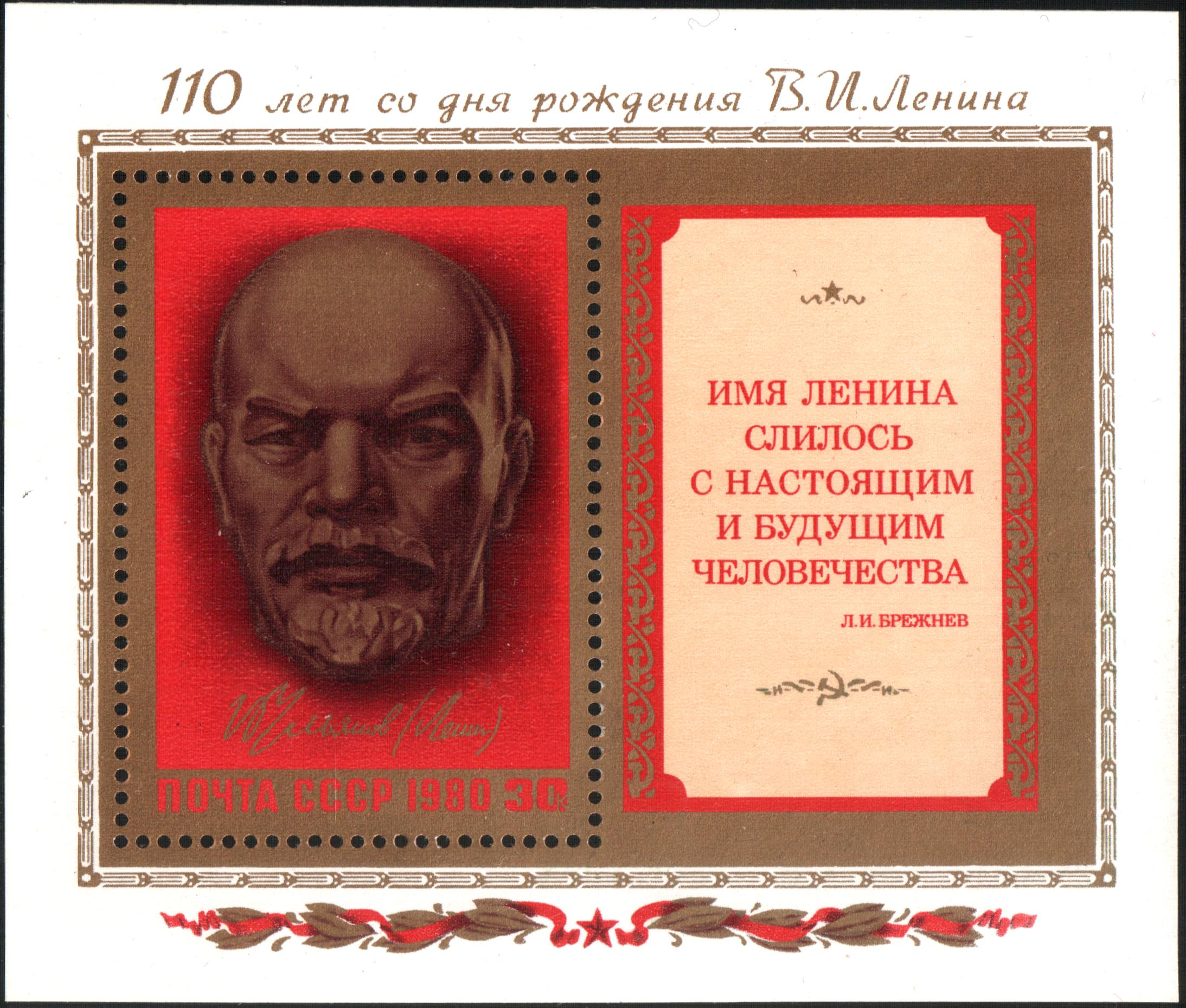
Марка СССР 1980 г. с цитатой Л. И. Брежнева.
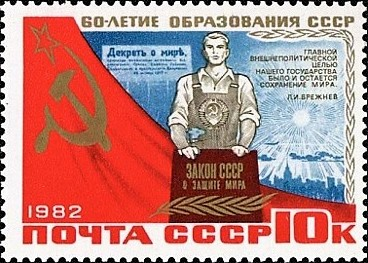
Почтовая марка СССР № 5345. 1982. 60-летие СССР. Цитата Л. И. Брежнева.
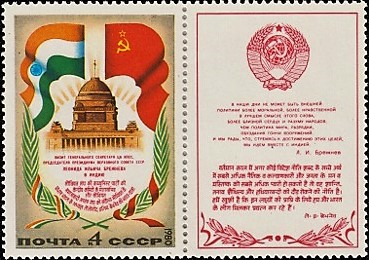
Почтовая марка СССР № 5145. 1980. Визит Л. И. Брежнева в Индию и цитата Л. И. Брежнева.
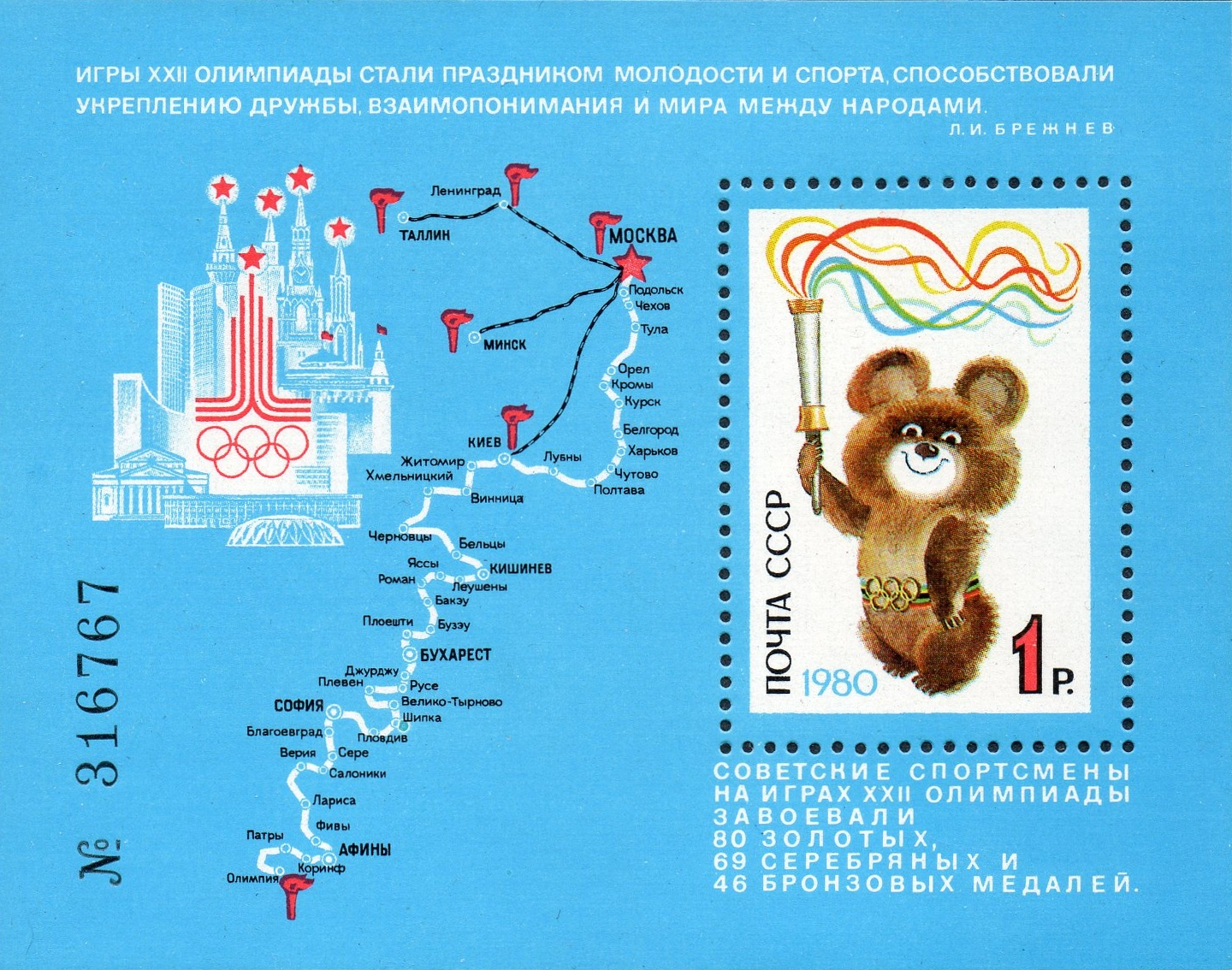
Почтовый блок СССР 1980 г. ЦФА (ИТЦ «Марка») #5126 с цитатой Л. И. Брежнева.

## Выпуски России
10 сентября 2020 года Почта России в серии «К 100-летию Гаража особого назначения» выпустила почтовую марку с изображением ЗИЛ-114 — персонального автомобиля Л. И. Брежнева в период 1967—1978 гг.
20 июня 2023 года Почта России выпустила памятный почтовый блок, посвящённый 165-летию выхода в свет первой русской почтовой марки, на полях которого, помимо прочего, был запечатлён «олимпийский» блок 1980 года с цитатой Л. И. Брежнева (см. выше).

## Зарубежные выпуски

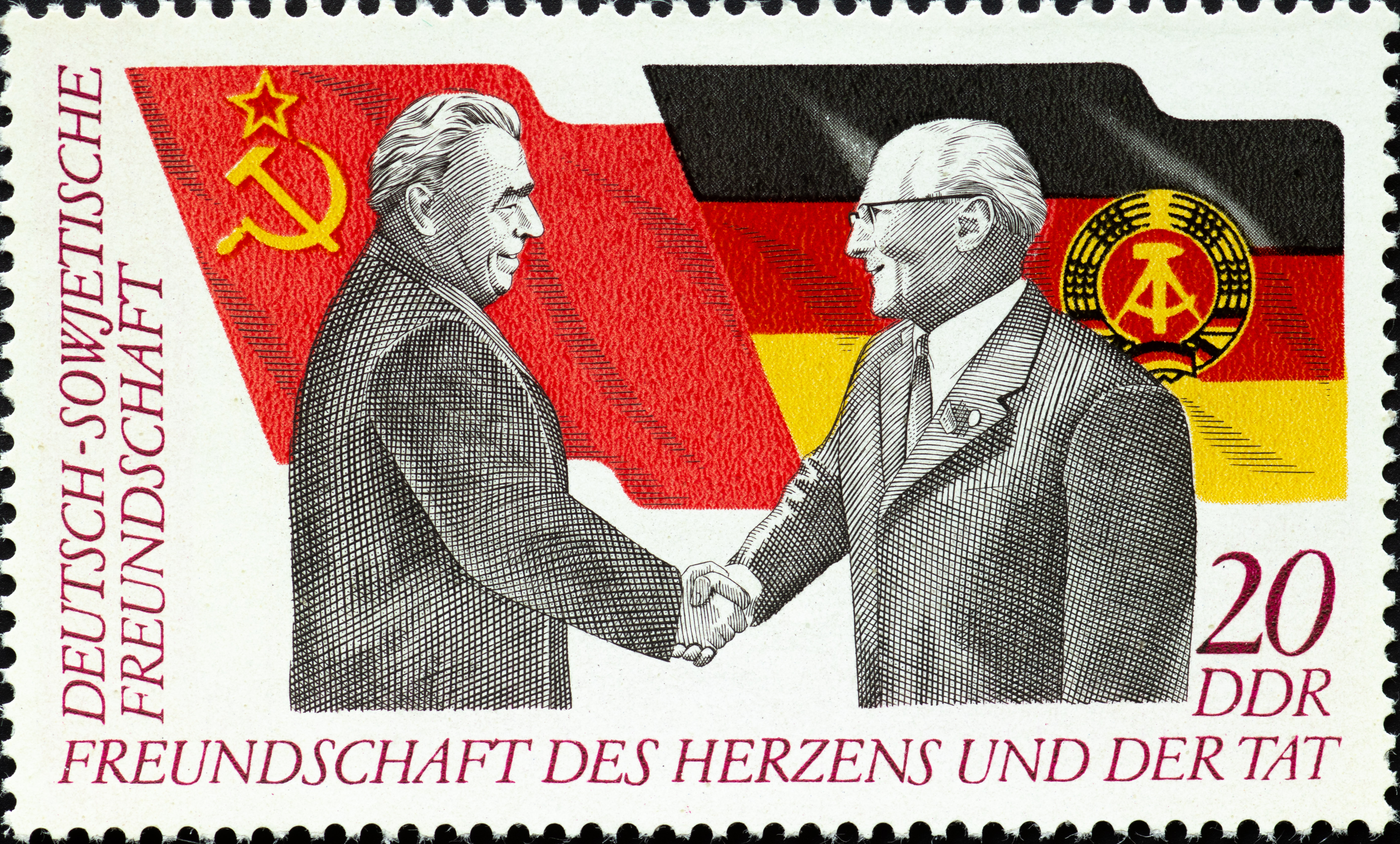
Марка ГДР (1972)

Однако первая почтовая марка с портретом Л. И. Брежнева появилась не в СССР и не в странах социалистического лагеря, а за рубежом — в шахском Иране в 1963 году. Брежнев был изображён на двух марках, изготовленных в честь его официальной поездки в Иран в качестве Председателя Президиума Верховного Совета (эту должность он занимал в 1960—1964 и в 1977—1982 годах).

Болгария (1977): Леонид Брежнев и Тодор Живков. «Дружба и братство навеки»

Посвящённые Л. И. Брежневу марки также издавались в ГДР в 1972 году (Mi #1449; Sc #1375), на Кубе в 1974 году (Mi #1754—1755; Sc #1879—1880), на Коморских Островах в 1975 году (в связи с совместным полётом космических кораблей «Союз» — «Аполлон») (Mi #132; Sc #160), в Верхней Вольте в 1977 году (Mi #443; Sc #455) в Болгарии в 1977 (Mi #2350; Sc #2475), 1981 годах (Sc #2794) и в Монголии в 1980 году. При этом Брежнев был запечатлён на марках соцстран вместе с их партийными руководителями: на марке ГДР — с Эрихом Хонеккером, на болгарской — с Тодором Живковым, на кубинской марке — с Фиделем Кастро, а на монгольской — с Юмжагийном Цеденбалом.

CUB (1974): Леонид Брежнев и Фидель Кастро

На марке Коморских Островов Леонид Брежнев и президент США Джеральд Форд общаются по телефону с экипажами «Союза» и «Аполлона», а Верхняя Вольта поместила Брежнева рядом с Лениным на выпуске к 60-летнему юбилею Октября. На обеих почтовых миниатюрах Болгарии — марке 1977 года, выполненной в виде малого листа с купонами, и почтовом блоке 1981 года — Брежнев изображён вместе с генеральным секретарём ЦК БКП Тодором Живковым.
Всего за границей при жизни Л. И. Брежнева вышло одиннадцать посвящённых ему марок и блоков восьми стран. Уже после смерти советского лидера и распада СССР и социалистического лагеря, в 2010 и 2011 годах Белиз и Мадагаскар издали сувенирные юбилейные блоки, посвящённые 30-летию Московской Олимпиады и 50-летию полёта Ю. А. Гагарина в космос, на которых, помимо прочего, был изображён и Л. И. Брежнев.
В 2016 году марку с изображением Л. И. Брежнева издала Гамбия.

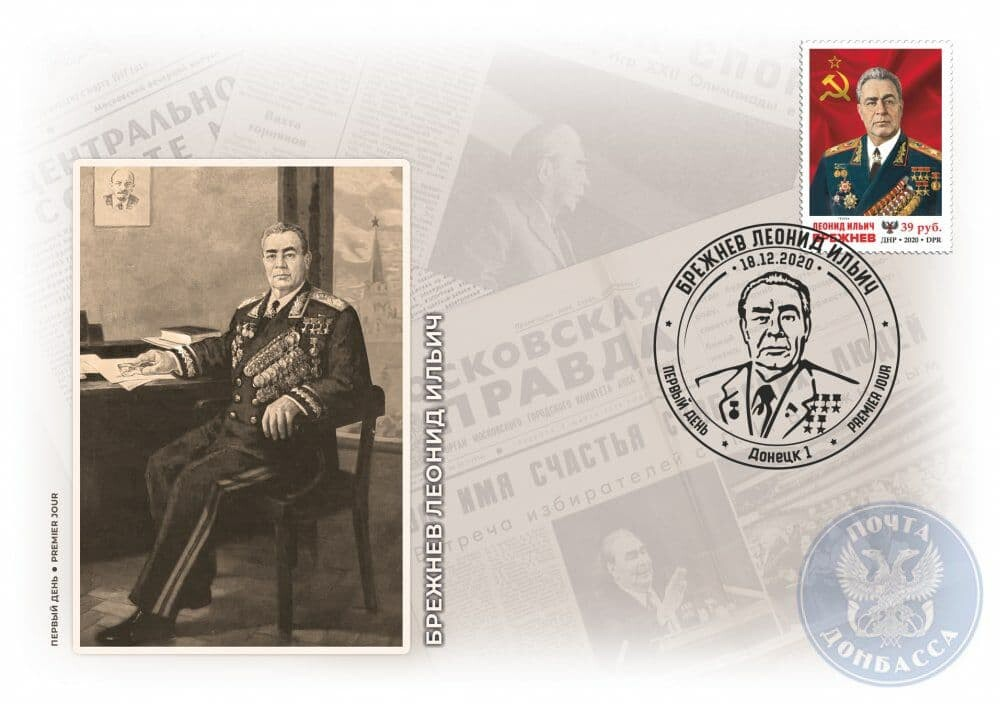
Л.И.Брежнев на почтовой марке из серии «Выдающиеся люди», ДНР, 2020

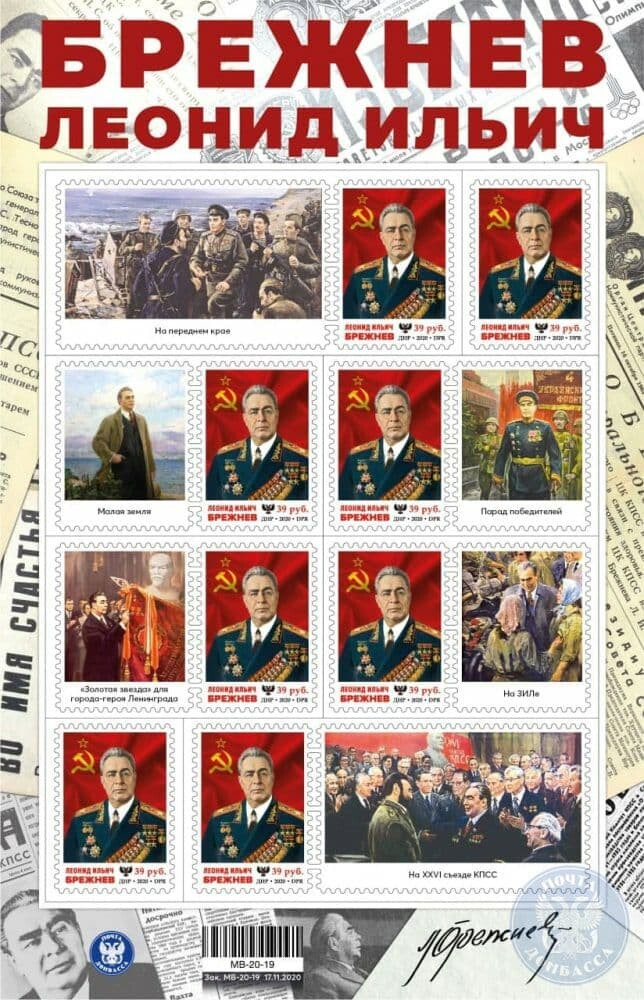
Почтовый блок, посвящённый Л. И. Брежневу из серии «Выдающиеся люди», ДНР, 2020

В 2020 году Почта Донбасса выпустила почтовый блок с изображением Л. И. Брежнева из серии «Выдающиеся люди».

## Коллекционирование
Собирание марок и других филателистических материалов о Брежневе может быть одним из самостоятельных направлений тематического коллекционирования или разделом коллекций, посвящённых истории СССР, коммунистическим вождям или правителям XX века.
Коллекционер автографов на филателистических сувенирах Юлий Лурье описывает следующую историю, связанную с маркой и конвертом ГДР 1972 года:
В 1977 году в Берлине проходила Международная филателистическая выставка. В числе других советских участников на неё готовил свой экспонат «1418 дней и ночей» и я. Хотелось представить что-то новое, впечатляющее. Таким показался конверт из ГДР, где на марках Л. И. Брежнев и Э. Хонеккер пожимают друг другу руки. Но ещё лучше, если на конверте будут их автографы, подумал я. Решил написать письмо в ЦК СЕПГ.

Примерно через месяц-полтора получаю пакет из ГДР с автографом на конверте, одновременно большую фотографию Эриха Хонеккера тоже с личной его подписью и датой. Теперь, как мне показалось, осталось простое: обратиться к Л. И. Брежневу. Попытки поговорить по телефону с сотрудниками ЦК ни к чему не привели: посылали меня по кругу в разные отделы. Наконец, попал на телефон к В. Н. Филатову, начальнику приемной. Владимир Николаевич после короткого моего вступления сказал: «Привозите конверт». А дней через 10 звонят из ЦК и просят приехать на Новую площадь. Приехал к Филатову, он подает мне конверт с автографом Брежнева, сказав при этом, что Леонид Ильич с удовольствием поставил свою подпись и пожелал успеха на выставке. Моя экспозиция получила золотую медаль. Не обошла вниманием это событие и немецкая пресса.